# Щасливе місце (роман)
«Щасливе місце» (англ. Happy Place) — роман американської письменниці Емілі Генрі, який вийшов у видавництві Berkley Books 25 квітня 2023 року. Він розповідає про пару, яка долає складнощі стосунків та розриву, відкриваючи для себе, що насправді означає знайти своє «щасливе місце». Його добре сприйняли що критики, що читачі, а ще він отримав позитивні відгуки від Kirkus та The Washington Post, та виграв нагороду Goodreads Choice Award за любовний роман.

## Короткий зміст
Роман «Щасливе місце» розповідає про життя Гаррієт Кілпатрік та Віна Коннора, які перебувають у серйозних стосунках вже вісім років. Вони розлучилися, але вирішили тримати це в таємниці від друзів. Щороку вони їздять на ретрит до прекрасного котеджу в штаті Мен, який вони називають своїм «щасливим місцем». Під час перебування там вони намагаються вдавати, що вони все ще дуже закохані та разом, але їм стає дедалі важче підтримувати таке вдавання. Книжка досліджує кохання, втрати та складнощі стосунків.
Гаррієт — молода лікарка-інтерн хірургічного профілю, яка виснажена і не впевнена щодо свого майбутнього в медицині. Тим часом Він постає перед власними труднощами та значними змінами у кар'єрі. Історія досліджує їхній зв'язок та виклики, перед якими вони постають, намагаючись розібратися у своїх складних почуттях та динаміці групи своїх друзів. Оповідь рухається в часі, показуючи, як їхні стосунки почалися в коледжі та розвивалися з часом, з різними злетами та падіннями, зокрема відстанню, непорозуміннями та особистісним ростом.
Гаррієт і Він знову зустрічаються, щоб переглянути свої минулі непорозуміння. Вони також відкривають для себе щось нове та те, чого вони справді прагнуть у житті. Під час цієї подорожі Гаррієт усвідомлює, що бути хірургом — не її справжнє покликання, і натомість у неї з'являється нова пристрасть до гончарства. Він відкриває в собі пристрасть до столярства та новий шлях у Монтані. Історія зосереджена на особистісному зростанні та на тому, як можна знайти щастя та самореалізацію не лише у фізичних місцях, а й у виборі, який ми робимо, та стосунках, які ми маємо.
Упродовж своєї подорожі Гаррієт і Він переживають моменти конфлікту, прощення та самоаналізу, розмірковуючи про те, що потрібно, щоб знайти щастя та кохання в житті. Історія завершується відчуттям рішучості та нових починань, коли вони вирішують зустріти своє майбутнє разом, надаючи значення особистісному зростанню та міцності своїх стосунків.

## Персонажі
- Гаррієт Кілпатрік, для друзів Гаррі, — 30-річна оповідачка та головна героїня роману. Вона — добре розвинений та близький персонаж, який намагається змиритися з нещодавнім розлученням зі колишнім нареченим Віном. Вона виросла в Індіанаполісі як наймолодша з двох дочок. Бунтівний характер її сестри спричинив напруженість у її родині, змусивши Гаррієт взяти на себе роль миротворця. Гаррієт вважає, що вона повинна бути ідеальною та успішною, щоб зберегти свою сім'ю разом. Це веде її до кар'єри хірурга, де вона зараз проходить ординатуру в Сан-Франциско. Виховання Гаррієт призводить до її схильності уникати конфліктів та залишатися емоційно замкнутою. Упродовж усієї історії Гаррієт демонструє значний ріст; стає відкритішою, вразливішою та рішучішою. Зрештою вона відкрито розповідає про своє невдоволення кар'єрою та постійний страх втратити друзів та родину.

- Віндем Коннер, якого називають Віном, — 31-річний колишній наречений Гаррієт. Він виріс, граючи у футбол, у Монтані, місці, яке досі віддано називає домівкою. Його зображують як милого, харизматичного чоловіка, який цікавиться природою та столярною справою. Хоча його виховувала любляча родина, Він не усвідомлює власної цінності, часто порівнюючи себе зі своїми успішними сестрами. Ці самозневажливі тенденції змушують його уникати конфліктів і придушувати свої емоції, тенденція, яка стає ще помітнішою в міру розвитку сюжету.

- Сабріна Армас, одна з найкращих подруг Гаррієт, власниця котеджу, який група друзів називає своїм «щасливим місцем». «Вона є лідеркою та організаторкою групи завдяки своїй динамічній особистості типу А». Вона добра та турботлива, що дозволяє їй проявити глибоко вкорінену цінність дружби. Сабріна завжди підтримує зв'язок зі своїми друзями та будує плани, бо боїться відокремитися та змінитися.

- Клео Джеймс — інша найближча подруга Гаррієт, яку вирізняє мистецька, мудра та екологічно свідома особистість. Вона створює глибину в груповій динаміці, бо на відміну від інших, не боїться конфліктів чи встановлення меж. Клео бореться зі своєю ідентичністю та відчуттям себе, хвилюючись, що вона надто сувора і з нею нецікаво.

- Кімберлі Кармайкл, яку називають Кім, дівчина Клео. Її особистість дуже відрізняється від особистості її партнерки, що характеризується веселою та безтурботною поведінкою.

- Парт Наяк — наречений Сабріни та останній член групи друзів.

## Критичне прийняття
Роман «Щасливе місце» отримав схвальне прийняття. Kirkus Reviews назвав його «сповненою ніжної ностальгії розповіддю про прощання і нові початки, а також про любов до тих, хто завжди підтримає». The Washington Post також рекомендував його читачам за «зворушливий сюжет, який намагається висловити невимовне».The Harvard Crimson назвав його «сексуальним, чарівним та змістовним».

## Нагороди
Роман «Щасливе місце» названо найкращим любовним романом на церемонії вручення премії Goodreads Choice Awards2023 року, що стало третім роком поспіль, коли одна з книжок Емілі Генрі виграла цю нагороду у цій категорії (після «Людей, яких ми зустрічаємо у відпустці» та «Книголюбів»). У травні 2023 року роман «Щасливе місце» отримав визнання від The New York Times та був визнаним однією з книг номер один того року.

## Переклади українською
2025 року у видавництві «Артбукс» вийшов український переклад роману. Перекладачка — Анна Процук.